# ماكسيم كوروبوف
ماكسيم كوروبوف (بالروسية: Коробов, Максим Леонидович)‏ هو سياسي روسي، ولد في 3 ديسمبر 1957 في موسكو في روسيا. حزبياً، نشط في روسيا الموحدة. وقد انتخب عضو مجلس الدوما عن دائرة تومسك أوبلاست.